# (11762) Vogel
(11762) Vogel  es un asteroide perteneciente al cinturón de asteroides, descubierto el 24 de septiembre de 1960 por Ingrid van Houten-Groeneveld y Cornelis Johannes van Houten sobre placas de Tom Gehrels tomadas desde el Observatorio Palomar, en Estados Unidos.

## Designación y nombre
Vogel se designó inicialmente como 6044 P-L.
Más adelante fue nombrado en honor al astrónomo alemán Hermann Carl Vogel (1841-1907).

## Características orbitales
Vogel orbita a una distancia media del Sol de 2,9044 ua, pudiendo acercarse hasta 2,8214 ua y alejarse hasta 2,9874 ua. Tiene una excentricidad de 0,0285 y una inclinación orbital de 1,2915° grados. Emplea en completar una órbita alrededor del Sol 1807 días.

## Características físicas
Su magnitud absoluta es 13,3. Tiene 5,886 km de diámetro. Su albedo se estima en 0,293. El valor de su periodo de rotación es de 6,218 h.